# Teorema de Fisher-Tippett-Gnedenko

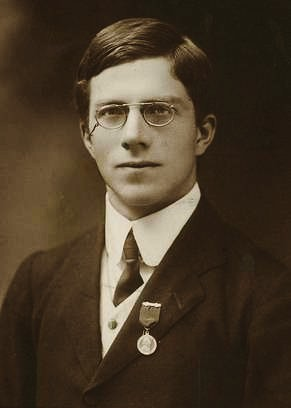
Ronald Fisher en su juventud.

En estadística y probabilidad, el teorema de Fisher-Tippett-Gnedenko (también llamado teorema de Fisher-Tippett o primer teorema de la teoría de valores extremos) es un resultado general de la teoría de valores extremos referido a la distribución asintótica de los máximos de los estadísticos de orden. El máximo de una muestra de variables aleatorias independientes e idénticamente distribuidas, adecuadamente normalizadas, resulta converger a uno entre tres tipos posibles de distribución: o la distribución de Gumbel, o la distribución de Fréchet o la distribución de Weibull. En la demostración de este resultado intervinieron Boris Vladimirovich Gnedenko (1948), aunque previamente Ronald Fisher y L. H. C. Tippett habían dado un enunciado en 1928 y Fréchet en 1927.
Lo afirmado por este teorema sobre los tipos extremos para la distribución de los máximos es análogo a lo afirmado por el teorema del límite central para promedios, excepto por el hecho de que el teorema del límite central se aplica al promedio de distribuciones de varianza finita, mientras que el teorema del límite extremo de Fisher-Tippett-Gnedenko solo afirma que si la distribución de valores máximos converge, entonces lo hará hacia una de las tres distribuciones (pero no se afirma en ningún momento que efectivamente se dé la convergencia).

## Enunciado
Sea {\displaystyle X_{1},X_{2}\ldots ,X_{n}\ldots } una sucesión de variables aleatorias i.i.d., y sea {\displaystyle M_{n}=\max\{X_{1},\ldots ,X_{n}\}}. Si existe una sucesión de pares de números reales {\displaystyle (a_{n},b_{n})} tal que para cada n {\displaystyle a_{n}>0} y {\displaystyle \lim _{n\to \infty }P\left({\frac {M_{n}-b_{n}}{a_{n}}}\leq x\right)=F(x)},
donde {\displaystyle F} es una función de distribución no-degenerada, entonces la distribución límite {\displaystyle F} es o bien una distribución de Gumbel, o una distribución de Fréchet o una distribución de Weibull. Estas distribuciones pueden considerarse casos particulares de Teoría de valores extremos.

## Condiciones para la convergencia
Si G es la distribución de X, entonces Mn puede reescalarse para  "converger en distribución"converge in law hacia
- una distribución de Fréchet si y solo si G (x) < 1 para cualquier real x y {\displaystyle {\frac {1-G(tx)}{1-G(t)}}{\xrightarrow[{t\to +\infty }]{}}x^{-\theta },\quad x>0}. En este caso, existen las posibles sucesiones son

bn = 0 and {\displaystyle a_{n}=G^{-1}\left(1-{\frac {1}{n}}\right).}
- una distribución de Weibull si y solo si {\displaystyle \omega =\sup\{G<1\}<+\infty } y {\displaystyle {\frac {1-G(\omega +tx)}{1-G(\omega -t)}}{\xrightarrow[{t\to 0^{+}}]{}}(-x)^{\theta },\quad x<0}. En este caso, existen las posibles sucesiones son

bn = ω and {\displaystyle a_{n}=\omega -G^{-1}\left(1-{\frac {1}{n}}\right).}
Las condiciones de convergencia para la distribución de Gumbel son algo más complicadas que estos dos casos anteriores.